# Mattia Caldara
Pour les articles homonymes, voir Caldara.
Mattia Caldara, né le 5 mai 1994 à Bergame en Italie, est un footballeur international italien, qui évolue au poste de défenseur à Modène FC.

## Biographie

### Carrière en club
Né à Bergame, Caldara commence sa carrière avec le club de sa ville natale l’Atalanta, en entrant dans les catégories de jeunes. Il joue pour l'équipe de Primavera de 2011 à 2014. Le 5 mai 2014, il fait ses débuts professionnels en Serie A en entrant à la 46e minute contre Calcio Catane.
Le 3 juillet 2014, il est prêté à Trapani Calcio en Serie B pour gagner plus d'expérience. Puis, le 10 juillet 2015, il est prêté à l'AC Cesena en Serie B.
Après avoir impressionné lors de son retour à Atalanta Bergame. Le 12 janvier 2017, la Juventus FC annonce la signature d'un contrat de cinq ans avec Caldara pour un montant initial de 15 millions d'euros, et en plus 4 millions d'euros en bonus. En novembre 2017, après avoir battu Everton en Ligue Europa, Caldara a gagné en notoriété lorsqu'il a enlevé ses vêtements d'extérieur et s'est pavané sur le terrain dans son slips blanc moulant. L'accord comprend également un prêt gratuit, ce qui signifie qu'il restera à Atalanta jusqu'au 30 juin 2018,. Dans le cadre d'un échange pour obtenir le retour de Leonardo Bonucci, la Juventus le cède à l'AC Milan à l'été 2018. Une succession de blessures, dont une rupture des ligaments croisés, l'empêche de disputer des matchs. Ainsi, il ne dispute que quelques minutes lors de la saison 2018-2019.

### Carrière internationale
Il fait ses débuts avec les espoirs, le 24 mars 2016, contre l'Irlande, lors d'un match des éliminatoires de l'Euro espoirs 2017.
Il est convoqué pour la première fois en équipe d'Italie par le sélectionneur national Gian Piero Ventura, pour un match non officiel contre Saint-Marin le 31 mai 2017. Lors de ce match, il inscrit un but. La rencontre se solde par une victoire 8-0.

## Statistiques
| Saison                | Club                    | Championnat           | Championnat | Championnat | Coupe(s) nationale(s) | Coupe(s) nationale(s) | Supercoupe | Supercoupe | Compétition(s) continentale(s) | Compétition(s) continentale(s) | Compétition(s) continentale(s) | Italie | Italie | Total | Total |
| Saison                | Club                    | Division              | M.          | B.          | M.                    | B.                    | M.         | B.         | Comp.                          | M.                             | B.                             | M.     | B.     | M.    | B.    |
| 2013-2014             | Atalanta Bergame        | Serie A               | 1           | 0           | -                     | -                     | -          | -          | -                              | -                              | -                              | -      | -      | 1     | 0     |
| 2014-2015             | Trapani Calcio (prêt)   | Serie B               | 20          | 2           | 1                     | 0                     | 0          | 0          | -                              | -                              | -                              | -      | -      | 21    | 2     |
| 2015-2016             | AC Cesena (prêt)        | Serie B               | 27          | 3           | 2                     | 0                     | 0          | 0          | -                              | -                              | -                              | -      | -      | 29    | 3     |
| 2016-2017             | Atalanta Bergame        | Serie A               | 30          | 7           | 1                     | 0                     | 0          | 0          | -                              | -                              | -                              | -      | -      | 31    | 7     |
| 2017-2018             | Atalanta Bergame (prêt) | Serie A               | 24          | 3           | 2                     | 0                     | 0          | 0          | C3                             | 8                              | 0                              | 1      | 0      | 35    | 3     |
| Sous-total            | Sous-total              | Sous-total            | 54          | 10          | 3                     | 0                     | -          | -          | -                              | 8                              | 0                              | 1      | 0      | 66    | 10    |
| 2018-2019             | AC Milan                | Serie A               | 0           | 0           | 1                     | 0                     | 0          | 0          | C3                             | 1                              | 0                              | 0      | 0      | 2     | 0     |
| 2023-2024             | AC Milan                | Serie A               | 1           | 0           | 0                     | 0                     | 0          | 0          | -                              | -                              | 1                              | 0      |        |       |       |
| Sous-total            | Sous-total              | Sous-total            | 1           | 0           | 1                     | 0                     | -          | -          | -                              | 1                              | 0                              | 0      | 0      | 3     | 0     |
| 2019-2020             | Atalanta Bergame        | Serie A               | 14          | 0           | 1                     | 0                     | 0          | 0          | C1                             | 3                              | 0                              | 0      | 0      | 18    | 0     |
| 2020-2021             | Atalanta Bergame (prêt) | Serie A               | 6           | 0           | 2                     | 0                     | 0          | 0          | C1                             | 1                              | 0                              | 1      | 0      | 10    | 0     |
| Sous-total            | Sous-total              | Sous-total            | 20          | 0           | 3                     | 0                     | -          | -          | -                              | 4                              | 0                              | 1      | 0      | 28    | 0     |
| 2021-2022             | Venise FC (prêt)        | Serie A               | 31          | 1           | 2                     | 0                     | -          | -          | -                              | -                              | -                              | -      | 0      | 33    | 1     |
| 2022-2023             | Spezia Calcio (prêt)    | Serie A               | 20          | 0           | 2                     | 0                     | -          | -          | -                              | -                              | -                              | -      | -      | 22    | 0     |
| Total sur la carrière | Total sur la carrière   | Total sur la carrière | 171         | 16          | 13                    | 0                     | -          | -          | -                              | 13                             | 0                              | 2      | 0      | 199   | 16    |